# Fábrica Militar Río Tercero
La Fábrica Militar «Río Tercero» (FM «RT») es una planta productiva perteneciente a la empresa estatal argentina Fabricaciones Militares (FM). Se localiza en la ciudad de Río Tercero, provincia de Córdoba.
Llegó a integrar el Grupo Metal-Metalmecánico-Electrónico de la ex-Dirección General de Fabricaciones Militares, integrado por otras cuatro plantas (Armas Portátiles, Fray Luis Beltrán, General San Martín y San Francisco).
La fábrica fue el centro de un acontecimiento cuando, el 3 de noviembre de 1995, la munición de guerra albergada en su interior explotó afectando gravemente a la ciudad de Río Tercero (siete personas murieron y otras 300 resultaron heridas).

## Historia
La Fábrica Militar «Río Tercero», como tal, fue establecida en 1954.
Por el Decreto 1398/90 del presidente Carlos Menem del 23 de julio de 1990, se declaró «sujetas de privatización» al conjunto de organismos del Ministerio de Defensa, incluyendo a la Fábrica Militar «Río Tercero». Dicho decreto fue posteriormente aprobado por la Ley N.º 24 045 del Congreso de la Nación de 1991.

### Explosiones de 1995
El 3 de noviembre de 1995, tres explosiones se produjeron simultáneamente en el interior de la planta. Esas explosiones arrojaron miles de municiones sobre la ciudad, la cual quedó arrasada. Murieron siete ciudadanos y otros 300 resultaron heridos.
La justicia determinó que la explosión fue provocada deliberadamente, con el propósito de ocultar un faltante de munición producto de un contrabando de armas hacia el extranjero. Se descubrió posteriormente que cerca de 6500 toneladas de armamento, propiedad del Estado argentino, fueron sustraídas de la FM «RT».

### Luego de 1995
Por la Ley N.º 27 141 de 2015, se anuló la declaración «sujeta de privatización» de seis fábricas militares, entre ellas, la Fábrica Militar «Río Tercero».